# Morgon (hymn)
Morgon är en svensk nationalromantisk hymn till fosterlandet. Den komponerades år 1917 av Ejnar Eklöf efter en dikt av K.G. Ossiannilsson. Inspelningar finns bland annat av Jussi Björling ackompanjerad på piano. Den framförs ofta i manskörsversion.
Sången inleds lugnt för att avslutas med en kraftfull hyllning till fosterlandet: 
"...och som glöden flammande stiger Över havet som ännu tiger O, jag anar en jublets morgon Sverige, Sverige mitt kära fosterland!"